# Клуб монстров (фильм)
«Клуб монстров» (англ. The Monster Club) — британский комический фильм ужасов 1980 года.

## Сюжет
Вампир Эрасмус приглашает писателя Четвинд-Хейса в Клуб монстров, где чудовища рассказывают ему три истории.
Первая рассказывает о вампире-оборотне Рейвене, который живёт в одиночестве из-за своего увечья. Он нанимает девушку Анжелу Джонс, чтобы она описала все его антикварные драгоценности. Во время работы Анжела влюбляется в Рейвена и соглашается выйти за него замуж. Но когда он узнает, что у неё уже есть муж, и она хочет его ограбить, Рейвен планирует ужасную месть.
Во второй истории писатель Линт Бусотски рассказывает о своем детстве, когда он не знал, что его отец — настоящий вампир, за которым охотятся специальные охотники на вампиров под руководством священника Пикеринга.
Третья история рассказывает о режиссёре фильмов ужасов Сэме, который ищет место для съемок своего нового фильма. Он находит поселок, в котором живут упыри и монстры.

## В ролях
| Актёр             | Роль              |
| ----------------- | ----------------- |
| Винсент Прайс     | Эрасмус           |
| Дональд Плезенс   | Пикеринг          |
| Джон Кэррадайн    | Р. Четвинд-Хейс   |
| Стюарт Уитман     | режиссер Сэм      |
| Ричард Джонсон    | отец Бусотски     |
| Барбара Келлерман | Анжела            |
| Бритт Экланд      | мать Бусотски     |
| Саймон Уорд       | Джордж            |
| Энтони Валентайн  | Муни              |
| Патрик Мэги       | отец Луны, хозяин |
| Энтони Стил       | Линтом Бусотски   |
| Фран Фулленвидер  | Пышная красотка   |
| Роджер Сломан     | секретарь клуба   |
| Джеймс Лоренсон   | Рейвен            |
| Джеффри Бейлдон   | психиатр          |
| Уоррен Шеир       | Линтом, в детстве |
| Нил МакКарти      | Уотсон            |
| Лесли Данлоп      | Луна              |

## Критика
Фильм был показан в кинотеатрах Великобритании 24 мая 1981 года.
Сам Четвинд-Хейс был разочарован фильмом, находя юмор глупым, ему не понравился сценарий, так как его оригинальный сюжет был изменён (он сказал, что только Гульсвилль был достоверен), и он ненавидел поп-музыку. Он также считал, что Джон Кэррадайн слишком стар, чтобы играть в его этой роли.
Фильм провалился как в критике, так и в коммерческом плане. В 1980-х он был выпущен на видео и телевидении и стал немного культовым фильмом. Он нравился в основном из-за дуэта Каррадина и Прайса, которые к тому времени собирались оставить ужасы в пользу других жанров.

## За кулисами
Кристофер Ли хотел испробоваться на роль Четвинд-Хейса, но решительно отказался узнав от своего агента название фильма. Питер Кушинг также отказался от роли.

### Пасхалки
В фильме присутствуют несколько пасхалок, относящихся к Amicus Productions:
- Персонаж Линтом Бусотски — продюсер фильма, а его имя является анаграммой настоящего продюсера, Милтона Суботски;
- Бусотки представляет фильм под названием «Из надгробья», отсылка к «Из могилы»;
- В ролях присутствуют Патрик Мэджи, Бритт Экланд и Джеффри Бейлдон, которые ранее играли в фильме Amicus «Лечебница»;
- В фильме упоминается некий продюсер Дарк Джон — многие фильмы Amicus были сделаны с участием продюсера Джона Дарка.

## Музыка
Музыкальные исполнители, выступавшие между историями, включали в себя BA Robertson, The Viewers и The Pretty Things. В саундтреке также присутствует группа UB40, хотя они не показаны в фильме. Рок-группа Night исполнила трек Stripper, который не появлялся ни на одном из их альбомов.